# Zigmas Pranas Starkus
Zigmas Pranas Starkus (* 12. Oktober 1892 in Rudamina, Rajongemeinde Lazdijai; † um 1942 in Russland) war ein litauischer Politiker, Innenminister Litauens.

## Leben
Nach der Schule Rudamina bei Lazdijai absolvierte er 1912 das Gymnasium Marijampolė und 1917 das Studium an der Fakultät für Naturwissenschaft der Universität Moskau.
Als Student war er Mitglied von Ateitininkai. Von 1918 bis 1920 war er Vizeminister am Innenministerium, von 1920 bis 1922 Vertreter im Steigiamasis Seimas, von 1922 bis 1927 Mitglied des Seimas, von 1924 bis 1925 Innenminister im Kabinett von Antanas Tumėnas. 1936 war er Vorstandsdirektor der Lietuvos bankas.
1941 wurde er verhaftet und nach Sibirien deportiert, wo er starb oder 1942 in Swerdlowsk erschossen wurde.